# Charles King (ciclista)
Charles Thomas King (Putney, Wandsworth, 12 de juny de 1911 - Wellington, Nova Zelanda, 19 de juliol de 2001) va ser un ciclista britànic que va córrer durant els anys 30 del segle xx.
El 1936 va prendre part en els Jocs Olímpics de Berlín, en què guanyà una medalla de bronze en la prova del persecució per equips, formant equip amb Ernest Mills, Ernest Johnson i Harry Hill.
El 1952 emigrà a Nova Zelanda, on va continuar vinculat al ciclisme com a constructor de quadres de bicicletes.